# Resolutie 405 Veiligheidsraad Verenigde Naties
Resolutie 405 van de Veiligheidsraad van de Verenigde Naties werd bij consensus aangenomen op 14 april 1977. De Veiligheidsraad veroordeelde de gewapende agressie tegen de Volksrepubliek Benin en het inzetten van huurlingen om regeringen omver te werpen in het algemeen.

## Achtergrond
Op 16 januari 1977 voerden een tachtigtal Afrikaanse en Franse huurlingen een aanval uit op de Beninse havenstad Cotonou. De Veiligheidsraad had een onderzoeksmissiemissie naar het land gestuurd om de gebeurtenissen te onderzoeken. Die kwam tot de conclusie dat het een poging tot staatsgreep betrof.

## Inhoud
De Veiligheidsraad uitte zijn bezorgdheid over de schending van de territoriale integriteit, onafhankelijkheid en soevereiniteit van Benin en veroordeelde de gewapende agressie tegen dat land, waarbij ook doden en grote schade was ontstaan. Alle vormen van buitenlandse inmenging in de binnenlandse aangelegenheden van landen werden veroordeeld.
Landen werden opgeroepen waakzaam te zijn om te verzekeren dat hun grondgebied of burgers niet betrokken zouden raken bij de inzet van huurlingen om de regering van een ander land omver te werpen. Ook werden ze opgeroepen maatregelen te nemen om de rekrutering, opleiding en verplaatsing van huurlingen op hun grondgebied te verbieden.
Secretaris-generaal Kurt Waldheim werd gevraagd Benin te helpen met het inschatten van de geleden schade. Landen werden opgeroepen Benin materiële steun te bieden. Tevens werd opgemerkt dat Benin zich het recht had voorbehouden op eventuele aanspraken op schadevergoedingen.

## Verwante resoluties
- Resolutie 404 Veiligheidsraad Verenigde Naties
- Resolutie 419 Veiligheidsraad Verenigde Naties

Lijst ·  403 ·  404 ·  405 ·  406 ·  407 ·  408 ·  409 ·  410 ·  411 ·  412 ·  413 ·  414 ·  415 ·  416 ·  417 ·  418 ·  419 ·  420 ·  421 ·  422